# Double majorité
La double majorité est un système de vote, en particulier dans le système politique de la Suisse.

## Suisse
En Suisse, une votation pour modifier la Constitution fédérale (référendum obligatoire ou initiative populaire fédérale) doit rassembler la double majorité du peuple et des cantons,. Une double majorité est aussi requise lorsque la Suisse veut adhérer à des organisations de sécurité collective ou à des communautés supranationales (comme l'ONU).
Entre 1848 et 2016, il est arrivé neuf fois que des modifications constitutionnelles soient rejetées par manque de majorité des cantons (bien qu'elles aient été approuvées par la majorité du peuple),. De plus, durant la même période, il est arrivé quatre fois que des objets atteignent la majorité des cantons, mais pas celle du peuple. En 2020, l'initiative « Entreprises responsables » devient le dixième objet à échouer par manque de majorité des cantons (et la deuxième initiative, après celle concernant la protection des locataires et des consommateurs en 1955),,. En 2002, l'initiative pour l'adhésion à l'ONU obtient une confortable majorité du peuple (54,6 %) mais une très courte majorité des cantons (12 contre 11), si bien que 3 000 non supplémentaires dans les cantons de Lucerne, de Soleure, du Valais ou de Zoug auraient suffi à inverser le résultat du vote. 
L’exigence de la majorité des cantons protège les petits cantons ruraux de la Suisse centrale et orientale (voir aussi Sonderbund), mais se fait au détriment de la Suisse latine et des villes. Elle a pour conséquence que le vote d'un électeur du canton d'Uri compte autant que celui de 36 électeurs du canton de Zurich en 2023 (contre une proportion de 1:17 en 1848) et qu'il existe une « minorité empirique de blocage  » dans les plus petits cantons oscillant entre 20 et 25 % des votants, qui force à obtenir une majorité populaire de bien plus de 50 % pour garantir la majorité des cantons.

## Union européenne
Dans l'Union européenne, depuis 2014, une décision législative est reconnue adoptée si elle reçoit une majorité qualifiée, c'est-à-dire 55 % des suffrages des membres du Conseil représentant au moins 15 États et au moins 65 % de la population de l'Union européenne.